# Балка Глибока (притока Мокрої Сури)
Балка Глибока — балка (річка) в Україні у Кам'янському районі Дніпропетровської області. Ліва притока річки Мокрої Сури (басейн Дніпра).

## Опис
Довжина балки приблизно 9,33 км, найкоротша відстань між витоком і гирлом — 8,00 км, коефіцієнт звивистості річки — 1,17. Формується декількома балками та загатами. На деяких ділянках балка пересихає.

## Розташування
Бере початок на північній стороні від села Семенівка. Тече переважно на північний схід через села Підгірне та Барвінок і впадає в річку Мокру Суру, праву притоку річки Дніпра.

## Цікаві факти
- У XIX столітті на балці існували газгольдер та газова свердловина[2].